# Initial D: Arcade Stage Ver. 3
Initial D: Arcade Stage Ver. 3 (también conocido como Initial D 3 o simplemente Initial D Version 3 en los Estados Unidos) es un videojuego de carreras arcade de 2004 basado en la serie Initial D desarrollado por Sega Rosso y publicado por Sega. Es el tercer juego de la serie Initial D: Arcade Stage.

## Jugabilidad
Se elige entre varios personajes diferentes de la serie y se compite contra oponentes o en una carrera de contrarreloj. Una característica clave del juego es la capacidad de guardar el progreso en una tarjeta magnética delgada del tamaño de una billetera que el jugador puede llevar para que no tenga que perder todo el progreso después de que termine el juego.